# The Sword of the Bushido
Pour plus de détails, voir Fiche technique et Distribution.
The Sword of the Bushido, signifiant en anglais « l’épée du bushido », est un thriller d'action australien diffusé le 7 juin 1990 réalisé par Adrian Carr (en), écrit par James Wulf Simmonds et est produit par John D. Lamond. Il met en vedette Richard Norton, Rochelle Ashana (de), Toshiro Obata, Judy Green (en) , et Mirren Lee. Le film a été tourné en Thaïlande en langue anglaise.

## Synopsis
En 1945, pendant la Seconde Guerre mondiale, les États-Unis sont en guerre contre les Japonais. Les Américains vainquent l’empereur japonais qui capitule et qui ordonne de rendre les armes aux Américains.
Trois jours après, le lieutenant Bradley Connors, dérobe aux Japonais la « Kananoté », une ancienne épée du Bushido, code d’honneur des samouraïs. Bradley décolle du Japon pour se rendre aux Philippines. Mais un ouragan oblige l’avion à atterrir dans la jungle.
Bradley qui a survécu au crash est arrêté par les soldats japonais qui refusent de capituler. Un soldat japonais tue Bradley qui ne sera jamais retrouvé.
En 1990, la femme de Bradley décède. Zac décide de rechercher le corps de son grand-père Bradley qui a disparu avec la « Kananoté ». Zac Connors est un ancien Navy SEAL initié au Bushido. Zac Connors va dans la jungle de la Thaïlande, rencontre Suay, une thaïlandaise et il trouve l’épée, mais Yamaguchi, chef des Yakuzas veut récupérer l’épée. Zac Connors vainc les ninjas ainsi que leur chef et promet de remettre la Kananoté au consulat japonais.

## Fiche technique
- Scénario : James Wulf Simmonds
- Musique : Garry Hardman
- Photographie : Ross Berryman
- Durée : 104 minutes
- Pays : 
  -  Allemagne de l'Ouest : 7 juin 1990
  -  France : 1990

## Distribution
- Richard Norton : Zac Connors, capitaine de la Navy
- Rochelle Ashana (de) : Suay, une Thaïlandaise
- Toshiro Obata : Yamaguchi, chez des Yakuzas
- Judy Green (en)  : Billie, officier de renseignement à la Navy
- Mirren Lee : Sarah Connors, la mère de Zac
- Glenn Ruehland : lieutenant Bradley Connors / Yamaguchi Thug
- Somboon Phutaroth (Somboon Putaroj) : mère de Suay
- Guy Norris : Yamaguchi Thug

## Lieux du tournages
Le tournage a eu lieu dans la province de Phang Nga et de Phuket.